# Tabaré Gómez Laborde
Tabaré Gómez Laborde, conocido artísticamente como Tabaré (La Paz, 21 de agosto de 1948 -Turdera, 4 de julio de 2023), fue un dibujante, humorista y caricaturista uruguayo, autor de historietas, dibujos animados e ilustración de libros, y conocido especialmente en Latinoamérica por su tira Diógenes y el Linyera, publicada ininterrumpidamente desde 1977 en el diario Clarín de Buenos Aires.

## Biografía
Nació en la ciudad de La Paz (departamento de Canelones), a 22 km al norte del centro de Montevideo (capital del Uruguay). Dibujante autodidacta, pasó por diversas actividades laborales hasta su ingreso en una agencia de publicidad en Montevideo, labor que definiría su carrera profesional.
También dibujó para las revistas
Despegue (1971),
La Chacota (1972),
La Bocha (1972) y
Noticias (1976),
todas de Montevideo.
A partir de 1969 comenzó a publicar trabajos en medios de la Argentina, país donde vivió 49 años, desde 1974 hasta su muerte.
En Buenos Aires trabajó con diversos guionistas como Héctor García Blanco, Aquiles Fabregat, Jorge Barale, entre otros.
Falleció de cáncer de páncreas en la localidad de Turdera (partido de Lomas de Zamora) al sur del Gran Buenos Aires el 4 de julio de 2023 a la edad de 74 años.

## Obra

### Tiras cómicas
- Diógenes y el Linyera: Tira cómica con más de 9000 ediciones en la contratapa del diario Clarín (de Buenos Aires), publicado en forma ininterrumpida desde 1977. Fue creada por Tabaré, Jorge Guinzburg y Carlos Abrevaya. Los dos últimos escribieron los guiones hasta 1993. El guionista desde 1996 hasta el año 2006 fue Héctor García Blanco. A partir de ese momento, Tabaré se hizo cargo de los guiones.

Cuenta las aventuras de un linyera y su perro (Diógenes), con breves diálogos que siempre muestran una sátira de la realidad social y política desde la óptica de dos vagabundos urbanos.
- El cacique Paja Brava: Historieta picaresca con guion de Aquiles Fabregat. Tiene 24 capítulos publicados en las revistas argentinas Satiricón y Humor®, así como en otros medios.

Un cacique condenado al fracaso en el terreno de las conquistas sexuales.
- Eustaquio: Personaje de los breves relatos humorísticos llamados «Romancero del Eustaquio el impoluto», historieta picaresca con guion de Fabre y quince capítulos publicados en la revista Humor Registrado.

- Don Chipote de la Pampa: Historieta en «fascículos no coleccionables». Una parodia a Don Quijote de la Mancha (por la elección de los personajes) y al Martín Fierro (por la narración) con guion de Fabre. Se publicó también en la revista Humor®.

### Gráfica de libros
- Los sueños del sapo
- Kasogonaga, el dios rayo
- La liebre
- El anillo
- Banshee, la mensajera del más allá
- Tantanes
- Reflexiones machistas
- La sonada aventura de Ben Malasangue.

### Historietas
- Max Calzone (26 capítulos)
- Bicherío (24 capítulos)
- Historias de no contar (24 capítulos)
- Historietas en el telo (50 capítulos)
- Historias futboleras (24 capítulos)
- Kristón Kolón (12 capítulos)
- Vida interior.